# اتحادیه فوتبال گوام
فدراسیون فوتبال گوام نهاد اداره‌کنندهٔ فوتبال در گوام است. این نهاد در سال ۱۹۷۵ پایه‌گذاری شده و اکنون عضو کنفدراسیون فوتبال آسیا است. در حال حاضر ریاست این نهاد بر عهدهٔ ریچارد لی می‌باشد.